# Quintfall
Unter Quintfall versteht man in der Musik einen Quintschritt abwärts und speziell in der Harmonielehre eine Fortschreitung zweier Akkorde, bei welcher der Grundton des zweiten Akkords eine Quinte unter dem des ersten liegt. Der Quintfall spielt eine wichtige Rolle bei der Quintfallsequenz, sowie als häufigste Schlusswendung bei der Kadenz.